# Проблеми довкілля у Казахстані

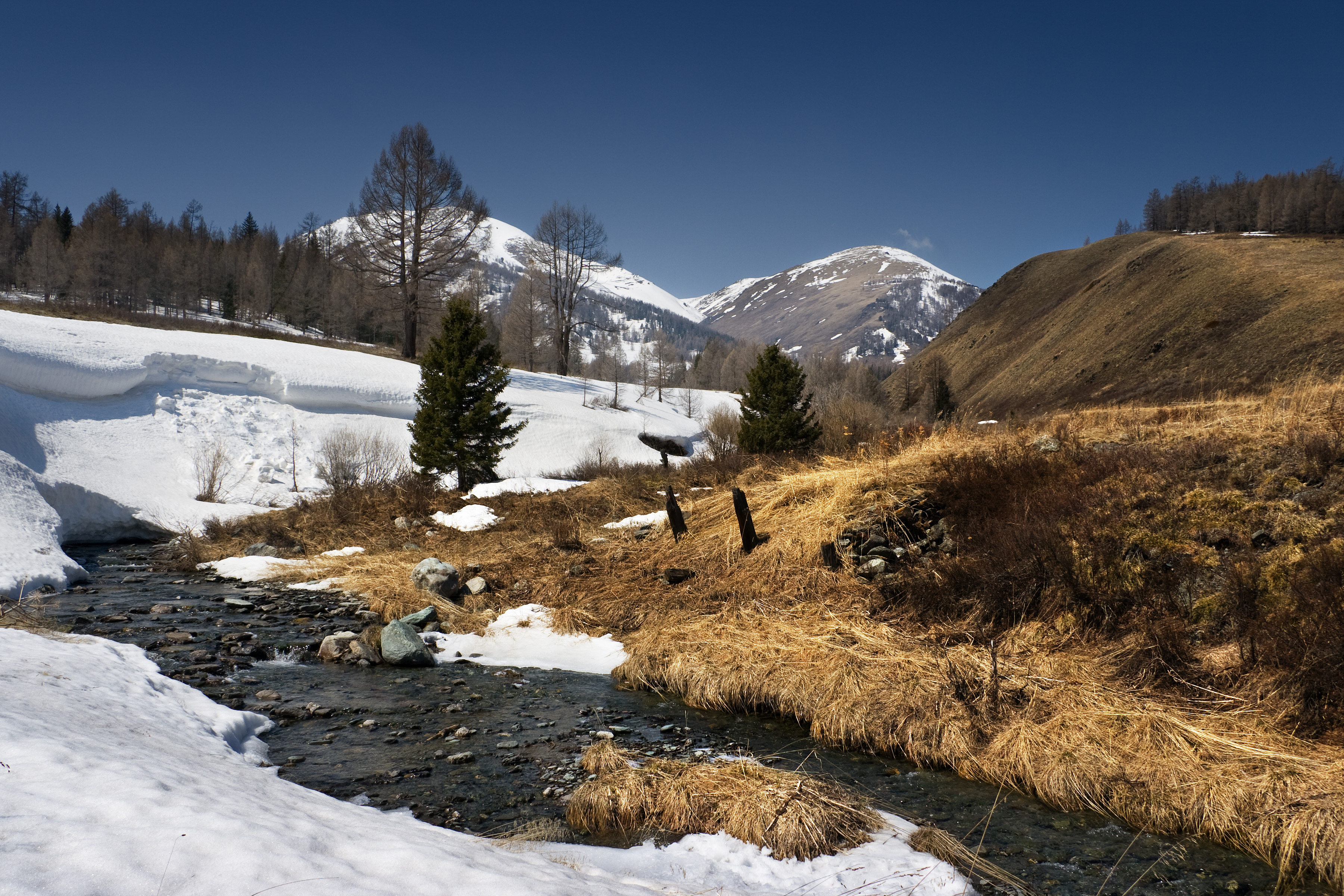

У Казахстані існує низка важливих екологічних проблем. Навколишнє середовище Казахстану сильно постраждало від людської діяльності. Більша частина води забруднена промисловими стоками, пестицидами та залишками добрив, а в деяких місцях — радіоактивними речовинами. Найпомітнішої шкоди довкіллю завдало неправильне використання вод Аральського моря, яке почало швидко скорочуватися, коли різко зросли зрошення та інших видів діяльності.

## Забруднення радіацією
Територія Казахстану розташована у степовій зоні, яка була ідеальним місцем для проведення ядерних досліджень у часи Радянського Союзу. У зв'язку з цим, багато районів країни зазнали значного радіоактивного забруднення.
З 1996–2012 рік у республіці знаходився Семипала́тинський досліджувальний полігон, на якому проводили ядерні досліди Казахстан, Росія та США. У зв'язку з неналежними діями щодо екологічної та радіаційної безпеки, на території країни зафіксовано значний відсоток захворюваності на онкохвороби серед місцевого населення.
Великої шкоди наносять уранові шахти, які розташовані на території Казахстану. У зв'язку з видобуванням урану, існує проблема неконтрольованого вивільнення радіації.

## Промислові забруднення
Забруднення повітря в Казахстані — ще одна значна екологічна проблема. Кислотні дощі шкодять навколишньому середовищу країни, а також впливають на сусідні держави.
У 1992 р. у Казахстані відбувся 14-й найвищий рівень викидів вуглекислого газу з промисловості, який становив 297,9 млн тонн, на душу населення — 17,48 метричних тонн.
Забруднення з промислових та сільськогосподарських об'єктів також пошкодило водопостачання країни.

## Проблеми Аральського моря

Ще одна важлива проблема зниження рівня Аральського моря. До цього призвело, здебільшого неправильне управління зрошувальними проектами, зменшивши розмір моря на 50 %. Зміна розмірів змінила клімат у цій місцевості та виявила 3 млн. га земель, які зараз піддаються ерозії.
Збільшення солоності та зменшення середовища існування вбили рибу Аральського моря, відповідно — знищивши колись активну риболовну промисловість. Зниження рівня моря призвело до того, що відступила берегова лінія більш ніж шістдесят кілометрів від краю води. Виснаження цього великого водоймища призвело до збільшення температурних перепадів у регіоні, що в свою чергу, вплинуло на сільське господарство. Однак набагато більший вплив на сільське господарство спричинено грунтом, що перебуває на солі та пестицидах.

## Каспійське море
Що стосується Каспійського моря, то ситуація не краща. Навпаки, рівень води Каспійського моря постійно зростає з 1978 року з причин, які вчені не змогли пояснити повною мірою. На північному кінці моря в провінції Атирау було затоплено понад мільйон гектарів землі.

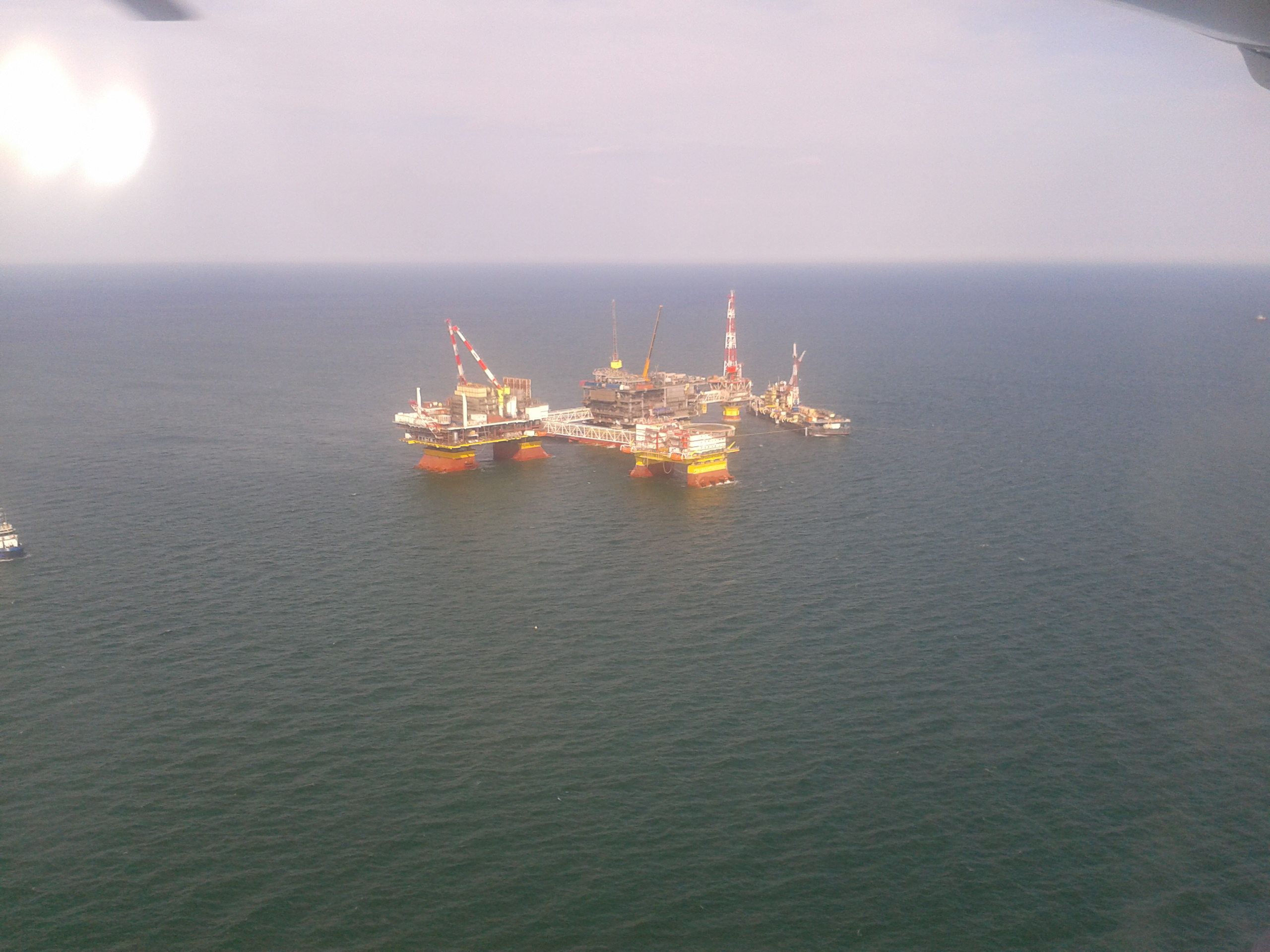

Забруднення Каспію також є проблемою. У зв'язку з активним добуванням нафти та газу невдовзі може відбутись екологічна катастрофа.